# Полет 221 на „Габон Експрес“
Полет 221 на „Габон Експрес“ е редовен вътрешен пътнически полет от международното летище „Либревил“, Либревил, до международното летище „Порт Жантил“, Порт Жантил, Габон с междинно планирано кацане във Франсвил, управляван от „Габон Експрес“. На 8 юни 2004 г. на борда на самолета „Хоукър Сидели HS 748“, който изпълнява полета, възниква техническа повреда в един от двигателите, което принуждава екипажа да се върне на летището в Либревил, но не успява да кацне и се разбива в Гвинейския залив. В инцидента загиват 19 души от общо 30 пътници и екипаж на борда на машината.
Веднага след катастрофата са изпратени спасителни екипи. Властите изпращат и водолази, за да спасят хора, останали в разбития самолет. Местни рибари и френски военни също се присъединяват към спасителните операции. 11-имата души, които оцеляват, са евакуирани от местопроизшествието и откарани с хеликоптери в местната болница в Либревил.